# Favara
Favara er en italiensk by (og kommune) i regionen Sicilien i Italien, med omkring 31.593(2023) indbyggere. 